# František Větr
František Větr (9. prosince 1896 – ???) byl český a československý politik a poslanec Prozatímního Národního shromáždění za Československou sociální demokracii.

## Biografie
V roce 1945 se uvádí bytem v Olomouci. V parlamentu zastupoval odborový svaz Kovo. V roce 1945 se stal předsedou Krajské odborové rady v Olomouci.
V letech 1945–1946 byl poslancem Prozatímního Národního shromáždění za ČSSD. Setrval zde do parlamentních voleb v roce 1946.